# Malilu
Malilu ist eine osttimoresische Aldeia im Suco Malilait (Verwaltungsamt Bobonaro, Gemeinde Bobonaro). 2015 lebten in der Aldeia 203 Menschen.

## Geographie
Malilu liegt im Südwesten des Sucos Malilait. Nördlich liegt die Aldeia Taimea und östlich die Aldeia Malilait. Im Süden und Westen grenzt Malilu an den Suco Bobonaro und im Nordwesten an den Suco Ritabou. Die Ostgrenze bildet eine kleine Straße. An dieser und einer zweiten, parallel verlaufenden Straße im Zentrum liegt die Besiedlung der Aldeia. Ein Teil davon gehört zu Bobonaro, dem Hauptort des Verwaltungsamtes, der in die Aldeia hineinreicht.

## Politik
2023 wurde Manuel Moniz zum Chefe de Aldeia gewählt.